# 北九州女子短期大学
北九州女子短期大学（きたきゅうしゅうじょしたんきだいがく）は、福岡県北九州市小倉南区守恒477に本部を置いていた日本の私立大学である。1968年に設置され、1974年に廃止された。

## 概要

### 大学全体
- 福岡県北九州市小倉南区に所在した日本の私立短期大学で、設置主体は学校法人篠原学園[1]。
- 1968年に1学科体制にて開学。1974年に短期大学としての使命を終える[注釈 2]

### 教育および研究
- 北九州女子短期大学は主に服飾系の教育に力をいれており、｢服飾美術｣、｢デザイン｣、｢教養｣の各コースが設けられていた[4]。ほか、右記資料も参照のこと[5]。

### 学風および特色
- 北九州女子短期大学は｢創立以来の伝統と実績を踏まえ、多彩な教授陣や静かな環境のもとで高度社会のニーズに応え且つ衣服および生活の美を見出し･創造できる女性の育成｣が教育のねらいとなっていた[4]。

## 沿革
- 1948年
  - 7月2日 小倉市堺町において小倉ドレスメーカー女学院を開校する[注 1]。
- 1968年
  - 3月15日 左記を以て短期大学の設置が文部省[注釈 3]より認可される
  - 4月1日 北九州女子短期大学が以下の学科体制にて開学[注 2]。
    - 被服科 入学定員120名[注 3]
- 1974年
  - 9月30日 左記をもって正式に廃止となる[注釈 2]。

## 基礎データ

### 所在地
- 福岡県北九州市小倉南区守恒47[注釈 1]

### 象徴
- 北九州女子短期大学のカレッジマークは右記資料を参照のこと[注 4]

### 年度別学生数

#### 通学課程
- 学生数は該当年度の5月1日時点でのデータである。

| -      | 入学定員 | 総定員 | 学生数 | 出典   |
| ------ | -------- | ------ | ------ | ------ |
| 1968年 | 120      | 120    | 女71   | [ 14 ] |
| 1970年 | 120      | 240    | 女140  | [ 15 ] |
| 1971年 | 120      | 240    | 女103  | [ 16 ] |
| 1972年 | 120      | 240    | 女61   | [ 17 ] |
| 1973年 | 120      | 120    | 女28   | [ 18 ] |

## 教育および研究

### 組織

#### 学科
- 被服科 入学定員120名[注 5]

#### 専攻科
- なし

#### 別科
- なし

#### 取得資格について
- 教職課程として中学校教諭二級免許状（家庭）が設置されていた[4]。

## 施設

### キャンパス
- 交通アクセス：国鉄日豊本線小倉駅または城野駅、西日本鉄道北方線北方駅からバスの便があった[4]。

## 対外関係

### 系列校
- 小倉ドレスメーカー女学院
- 徳力団地幼稚園：但し、現在は学校法人黒木学園に組織変更されている[21]。

## 卒業後の進路について

### 就職について
- 服飾業界への就職者が多かったようである。